# Matthew Walker (Eishockeyspieler)
Matthew „Matt“ Walker (* 7. April 1980 in Beaverlodge, Alberta) ist ein ehemaliger kanadischer Eishockeyspieler, der im Verlauf seiner aktiven Karriere zwischen 1997 und 2012 unter anderem 335 Spiele für die St. Louis Blues, Chicago Blackhawks, Tampa Bay Lightning und Philadelphia Flyers in der National Hockey League (NHL) auf der Position des Verteidigers bestritten hat. Einen Großteil seiner Karriere verbrachte Walker aber auch in der American Hockey League (AHL), wo er weitere 234 Partien absolvierte.

## Karriere
Walker begann seine Karriere 1997 in der kanadischen Juniorenliga Western Hockey League (WHL) bei den Portland Winter Hawks, mit denen er bereits in seiner ersten Saison den President’s Cup gewinnen konnte. Anschließend war man berechtigt, um den Memorial Cup zu spielen, den man ebenfalls, nach einem Finalsieg gegen den Meister der Ontario Hockey League (OHL), die Guelph Storm, gewann. Im Sommer 1998 wurde er während des NHL Entry Draft von den St. Louis Blues aus der National Hockey League (NHL) in der dritten Runde an insgesamt 83. Position ausgewählt. Walker blieb daraufhin weitere zwei Jahre in der WHL, ehe er zur Saison 2000/01 in die American Hockey League (AHL) zu den Worcester IceCats, dem damaligen Farmteam der Blues, wechselte. Zwei Jahre später, während der Spielzeit 2002/03, bekam er die Chance, sich in der NHL zu beweisen. Letzten Endes absolvierte er 16 Spiele für die St. Louis Blues, in denen der Rechtsschütze einen Scorerpunkt erzielen konnte.
Nach weiteren 15 NHL-Einsätzen in der folgenden Saison, verbrachte er die Spielzeit 2004/05, die auf Grund des Lockouts ausfiel, komplett in der AHL bei den IceCats. Mit Beginn der Saison 2005/06 konnte sich Walker im Kader der St. Louis Blues etablieren und kam folglich auf 54 Spiele, in denen er zwei Assists erzielte. Sein erstes Tor in der National Hockey League erzielte er am 17. Februar 2008, während eines Spiels seiner Blues gegen die Columbus Blue Jackets. Nachdem sein Vertrag nach der Spielzeit 2007/08 ausgelaufen war und nicht verlängert worden war, wechselte er als Free Agent zu den Chicago Blackhawks.
Im Juli 2010 wurde Walker zusammen mit einem Viertrunden-Wahlrecht im NHL Entry Draft 2011 zu den Philadelphia Flyers abgegeben. Als Gegenleistung bekamen die Tampa Bay Lightning Simon Gagné. Bei den Flyers und deren Farmteam, den Adirondack Phantoms, kam der Abwehrspieler bis zum Ende der Saison 2011/12 aufgrund von Verletzungen an Hüfte und Rücken zu sporadischen Einsätze, ehe er seine Karriere im Alter von 32 Jahren für beendet erklärte.

## Erfolge und Auszeichnungen
- 1998 President’s-Cup-Gewinn mit den Portland Winter Hawks
- 1998 Memorial-Cup-Gewinn mit den Portland Winter Hawks
- 2000 President’s-Cup-Gewinn mit den Kootenay Ice

## Karrierestatistik
(Legende zur Spielerstatistik: Sp oder GP = absolvierte Spiele; T oder G = erzielte Tore; V oder A = erzielte Assists; Pkt oder Pts = erzielte Scorerpunkte; SM oder PIM = erhaltene Strafminuten; +/− = Plus/Minus-Bilanz; PP = erzielte Überzahltore; SH = erzielte Unterzahltore; GW = erzielte Siegtore; 1 Play-downs/Relegation; Kursiv: Statistik nicht vollständig)